# رؤى الحايكي
رؤى بدر مبارك علي علي الحايكي (1979 (العمر 45–46)) سيدة أعمال وسياسية بحرينية. عضوة في مجلس النواب منذ 2014.

## السيرة
ولدت الحايكي في العاصمة المنامة في عام 1979. حصلت على شهادة المرحلة الإعدادية بتقدير امتياز مع مرتبة الشرف (المرتبة السادسة على مستوى مدارس البحرين الإعدادية) عام 1994 وشهادة المرحلة الثانوية بتقدير امتياز مع مرتبة الشرف (المرتبة الثانية على مستوى البحرين) عام 1997 والبكلريوس في علوم الحاسوب باختصاص تحليل نظم المعلومات من جامعة البحرين عام 2002 وشهادة محترف بناء الإستراتيجيات من جامعة ستراثيكلايد باسكوتلاندا عام 2008 والمجستير في إدارة الأعمال من جامعة ستراثيكلايد باسكوتلاندا عام 2009 وشهادة في التطوير الإستراتيجي من جامعة ستراثيكلايد باسكوتلاندا عام 2009 وشهادة في إدارة المشاريع والمخاطر من معهد نيويورك بأمريكا عام 2012 والشهادة الدولية كمدرب معتمد في مجال تقديم الاستشارات التدريبية لرواد الأعمال من المنظمة الدولية للمدربين المعتمدين بماليزيا عام 2014 والشهادة العالمية كمدرب معتمد في توجية وتطوير أصحاب المشاريع التجارية الأعمال من المنظمة العالمية للمدربين بكندا عام 2014.
عملت مدرسة تطوير مشاريع بمعهد ميكروسنتر من 1997 إلى 1998. ثم عملت أستاذة مساعدة تحليل الأنظمة الإدارية في جامعة البحرين من 1999 إلى 2002. ثم عملت محللة تطوير أعمال في شبكة أوربت العالمية بقبرص من 2003 إلى 2005. ثم عملت مدير تطوير أعمال في شركة أكول جلوبال من 2006 إلى 2008. ثم عملت مديرة قسم الاستشارات في شركة الأثير للاستشارات من 2008 إلى 2010. ثم عملت محللة ومستشارة تطوير في وزارة المالية برتشموند بأمريكا عام 2011. ثم عملت محللة ومستشارة تطوير في وزارة الشؤون الإدارية قسم تطوير الموظفين بميشيغان بأمريكا عام 2011. وحاليا أسست وتتولى الإدارة التنفيذية لشركة أدموف للإدارة والاستشارات من 2012.
في انتخابات مجلس النواب لعام 2014 فازت بمقعد الدائرة السادسة في محافظة الشمالية في جولة الإعادة بعدما جمعت 762 صوت ما نسبته 61.30%.